# Слівінська Ганна Василівна
Ганна Василівна Слівінська (нар. 15 березня 1948, с. Стрілківці, нині Україна) — українська лікарка, організаторка охорони здоров’я, вишивальниця. Лікар вищої категорії (1997). Заслужений лікар України (2007). Майстер народної художньої вишивки.

## Життєпис
Ганна Слівінська народилася 15 березня 1948 року у селі Стрілківцях, нині Борщівської громади Чортківського району Тернопільської области України.
Закінчила Тернопільський медичний інститут (1978, нині національний університет). Працювала завідувачкою організаційно-методичним відділом (1978—1980), головною лікаркою Тернопільського обласного лікувально-фізкультурного диспансеру (1980—1985), головною лікаркою Тернопільського обласного комунального центру здоров’я (1985—2019).
Головна позаштатна спеціалістка із народної і нетрадиційної медицини Тернопільської области (1995). Редакторка газети «Інформаційний вісник медицини» (від 1998).

## Доробок
Авторка наукових і науково-популярних праць; укладачка, редакторка, рецензентка і консультантка науково-популярних книг.
Вишила майже 200 картин, які представляла на виставках у Тернополі та Києві. Картини є в приватних колекціях в Україні, Польщі, і США.